# Aureoboletus thibetanus
Aureoboletus thibetanus är en svampart som först beskrevs av Narcisse Theophile Patouillard, och fick sitt nu gällande namn av Hongo & Nagas. 1980. Aureoboletus thibetanus ingår i släktet Aureoboletus och familjen Boletaceae.   Inga underarter finns listade i Catalogue of Life.